# Greetings from Asbury Park, N.J.
Albums de Bruce Springsteen
The Wild, the Innocent and the E Street Shuffle
(1973)
Singles
1. Blinded By the Light
Sortie : février 1973
2. Spirit in the Night
Sortie : mai 1973

Greetings from Asbury Park, N.J. est le premier album de Bruce Springsteen. Il est sorti le 5 janvier 1973 sur le label CBS Records (Columbia pour les États-Unis) et fut produit par Mike Appel et son associé Jim Cretecos.

## Historique
Cet album fut enregistré dans les studios 914 Sound à Blauvelt dans l'État de New York pour un budget très modeste. La majorité des titres qui composent cet album ont été écrits dans la chambre de Springsteen à l'aide d'une guitare acoustique ou sur un vieux piano de la marque Aeolian à l'arrière d'un salon de beauté.
Au départ, l'album était envisagé dans un concept de moitié de titres joués avec un groupe (For You, Growin' Up, It's Hard to Be a Saint in the City, Lost in the Flood et Does This Bus Stop at 82nd Street?) et moitié de titres que Springsteen interprétait seul (Mary Queen of Arkansas, The Angel, Jazz Musician, Arabian Nights et Visitation at Fort Horn). Lorsque l'album fut remis à Columbia, le président de ce dernier le rejeta, arguant qu'il manquait le titre qui pourrait sortir en single. Springsteen retourna chez lui et écrivit les chansons Spirit in the Night et Blinded by the Light qui une fois enregistrées remplacèrent Jazz Musician, Arabian Nights et Visitation at Fort Horn. Ces deux titres sortiront en single en février et mai 1973.

### Réception
À sa sortie, l'album se vendit mal, à peine 25 000 copies, et n'entra pas dans les charts américains et il en fut de même pour les deux singles. Il fallut attendre la sortie de l'album Born to Run en 1975 pour que Greetings from Asbury Park, N.J. entre dans les charts du Billboard 200 dont il atteindra la 60e place en octobre. Au Royaume-Uni, il faudra attendre juin 1985 pour voir l'album se classer à la 41e place.
En 2021, il a reçu le Grammy Hall of Fame Award.

### Reprises
Manfred Mann's Earth Band reprit la chanson Spirit in the Night en 1975 pour son album Nightingales and Bombers et la sortie en single. Cette version avec Mike Rodgers au chant se classa à la 97e place du Billboard Hot 100 en avril 1976 et sa version intitulée Spirits in the Night et sortie en 1977 avec Chris Thompson au chant atteindra la 40e place du Hot 100.
Blinded by the Light, toujours repris par Manfred Mann's Earth Band pour son album The Roaring Silence fit beaucoup mieux encore puisque le single se classa à la première place du Hot 100 aux États-Unis et à la 6e place des charts britanniques.
En 1980 pour son album Chance, Manfred Mann reprend la chanson For You, qui sortira en single et se classa à la 106e place du Hot 100 et à la 15e du Mainstream Rock Tracks chart, toujours aux États-Unis.
David Bowie reprend deux chansons de l'album en 1973 et 1974 respectivement : Growin' Up et It's Hard To Be A Saint In The City, alors que l'album vient de sortir et que Bruce était encore méconnu à l'époque. Ces deux chansons ne sortiront que sur des rééditions des albums de Bowie vers la fin des années 1980 et début des années 1990 en CD.

## Liste des pistes
Toutes les chansons sont écrites et composées par Bruce Springsteen.
| 1. | Blinded by the Light (en)          | 5:04 |
| 2. | Growin' Up                         | 3:05 |
| 3. | Mary Queen of Arkansas             | 5:21 |
| 4. | Does This Bus Stop at 82nd Street? | 2:05 |
| 5. | Lost in the Flood                  | 5:17 |

| 6. | The Angel                           | 3:24 |
| 7. | For You                             | 4:40 |
| 8. | Spirit in the Night                 | 4:59 |
| 9. | It's Hard to Be a Saint in the City | 3:13 |

## Musiciens
- Bruce Springsteen : chant, guitare électrique et acoustique, harmonica, congas et basse (titres 1 & 8)
- Garry Tallent : basse
- Richard Davis : contrebasse sur The Angel
- David Sancious : piano, orgue
- Harold Wheeler : piano sur Blinded by the Light
- Clarence Clemons : saxophone, chœurs
- Vincent Lopez : batterie

## Classements et certifications

### Album
Charts album
| Pays                          | Durée du classement | Meilleur classement | Date            |
| ----------------------------- | ------------------- | ------------------- | --------------- |
| États-Unis (Billboard 200)    | 43 semaines         | 60e                 | 18 octobre 1975 |
| Royaume-Uni (UK Albums Chart) | 10 semaines         | 41e                 | 14 juillet 1985 |
| Suède (Sverigetopplistan)     | 1 semaines          | 35e                 | 28 juin 1985\|} |

Certifications
| Pays        | Certification | Ventes      | Date             |
| ----------- | ------------- | ----------- | ---------------- |
| Australie   | Or            | 35 000 +    | 25 novembre 2008 |
| États-Unis  | 2 × Platine   | 2 000 000 + | 2 avril 1992     |
| Royaume-Uni | Argent        | 60 000 +    | 9 juillet 1985   |